# 美国海外账户税收合规法
美國海外帳戶稅收合規法（英語：Foreign Account Tax Compliance Act，縮寫FATCA），俗稱「肥咖條款」，是2010年美国通過的一项聯邦法律，该法要求所有非美国外国金融机构有義務搜尋美国公民在該機構的金融活動记录，并向美国财政部报告这些人的资产和身份。美國海外帳戶稅收合規法还要求美國公民每年用8938表向美國國稅局申報他们的美国境外金融资产。美國海外帳戶稅收合規法适用于美国居民，也适用于居住在美國以外国家的美国公民和绿卡持有人。

## 註解
1. ↑  「FATCA」的發音與「肥咖」極似。

1. ↑   (PDF).   [2021-01-18]. （原始内容 (PDF)存档于2020-10-24）.
2. ↑  . 美國國稅局. 2022-02-24  [2022-02-24]. （原始内容存档于2022-03-16）.
3. ↑  Reporting foreign accounts to IRS: extent of duplication not currently known, but requirements can be clarified （页面存档备份，存于）, Government Accountability Office, February 2012.